# Bunny Ahearne
John Francis "Bunny" Ahearne, född 19 november 1900, död 11 april 1985 var en brittisk idrottsledare.
Han föddes i irländska Wexford, och verkade för spridandet av ishockeysporten i Storbritannien. Han blev senare tränare för brittiska landslaget 1934, och ledde laget till olympiskt guld 1936, samt vid 1937 och 1938 års världsmästerskap.
1957 valdes han till ordförande i IIHF, en post han innehade till 1960, och sedan återigen 1963–1966 samt ännu en gång 1969–1975. Mellan 1951 och 1969 var han vice ordförande de år han inte svingade ordförandeklubban. Han var också sekreterare för British Ice Hockey Association åren 1934–1971, därefter dess ordförande fram till 1982.

## Priser och utmärkelser
- Invald i Hockey Hall of Fame 1977.
- Invald i British Ice Hockey Hall of Fame 1986.
- Invald i IIHF Hall of Fame 1997.
- Ahearne Cup, som spelades årligen i Stockholm 1952-1977, var uppkallad efter honom